# PARADE〜RESPECTIVE TRACKS OF BUCK-TICK〜
『PARADE〜RESPECTIVE TRACKS OF BUCK-TICK〜』（パレード・リスペクティヴ・トラックス・オブ・バクチク）は、日本のロックバンドであるBUCK-TICKのトリビュート・アルバム。2005年12月21日にBMG JAPANよりリリースされた。

## 解説
BUCK-TICK結成20周年記念として作成された、メンバー公認オフィシャルトリビュートアルバム。
BUCK-TICKからの影響を公言しているJら、後輩ミュージシャンだけでなく、BUCK-TICKに影響を与えた側である土屋昌巳、遠藤ミチロウといった大御所のミュージシャンも参加している。
また、デビュー20周年となる2007年の6月から7月にかけて、参加アーティストとBUCK-TICKによる対バンツアー『PARADE』、同9月8日には横浜のみなとみらいにて、BUCK-TICKと本作参加アーティスト全員によるLIVE『BUCK-TICK FEST 2007〜ON PARADE』が開催された。

## 収録曲
1. JUST ONE MORE KISS／清春（4分44秒）
2. ICONOCLASM／J（4分52秒）
3. MOON LIGHT／BALZAC（4分38秒）
4. 見えない物を見ようとする誤解 全て誤解だ／土屋昌巳（5分45秒）
5. MY FUCKIN' VALENTINE／ATTACK HAUS（5分19秒）
6. Living on the Net (Ken Ishii Remix)／KEN ISHII（5分31秒）
7. 囁き／遠藤ミチロウ（4分22秒）
8. 六月の沖縄／THEATRE BROOK（6分47秒）
9. スピード／MCU（5分12秒）
10. MONSTER／RUNAWAY BOYS (kyo and nackie)（5分04秒）
11. PHYSICAL NEUROSE／AGE of PUNK（3分06秒）
12. 悪の華／rally（4分12秒）
13. ドレス／abingdon boys school（6分37秒）

## 参加ミュージシャン
- JUST ONE MORE KISS
  - 清春 - ボーカル
  - 三代堅 - ギター、プログラミング
  - 中村佳嗣 - ギター
  - 沖山優司 - ベース
  - 小西昭次郎 - ドラムス
- ICONOCLASM
  - J - ボーカル、ベース
  - 藤田"CBGB"タカシ
  - masasucks - ギター
  - Scott Garrett - ドラムス、コーラス
- MOON LIGHT
  - Hirosuke - ボーカル
  - Atsushi - ギター
  - Akio - ベース
  - Takayuki - ドラムス
- 見えない物を見ようとする誤解 全て誤解だ
  - 土屋昌巳 - ギター、ベース、シンセサイザー、ボーカル
  - D-KIKUCHI - プログラミング
- MY FUCKIN' VALENTINE
  - ATTACK HAUS
    - MASASHI - ボーカル、ギタープログラミング
    - MAKKO - ボーカル、ベースプログラミング
    - SUKE - プログラミング、ヴォコーダー
    - KENICHI - ドラムス
    - FUJINO - ギター、ボーカル
- Living on the Net (Ken Ishii Remix)
  - KEN ISHII - リミックス
- 囁き
  - 遠藤ミチロウ - ボーカル、ボイス
  - 山本久土 - アコースティック・ギター
  - 帆足哲昭 - パーカッション
- 六月の沖縄
  - THEATRE BROOK
    - 佐藤タイジ - ボーカル、ギター
    - 中條卓 - ベース
    - エマーソン北村 - キーボード
    - 沼澤尚 - ドラムス
- スピード
  - MAC (THC!!) - ギター
  - 比嘉大祐 (CHABA) - 三線
- MONSTER
  - kyo - ハウル
  - nackie - プログラミング、ギター、レコーディング、ミックス
- PHYSICAL NEUROSE
  - AGE of PUNK
    - ASAKI - ボーカル、ギター、エレクトロニクス
    - 岡崎達成 - ドラムス、バッキング・ボーカル、エレクトロニクス

  - HIROKI - ベース
- 悪の華
  - rally
    - HISASHI - ギター
    - ウエノコウジ - ベース
    - MOTOKATSU MIYAGAMI - ドラムス
    - TERU - ボーカル
- ドレス
  - abingdon boys school
    - 西川貴教 - ボーカル
    - 柴崎浩 - ギター
    - SUNAO - ギター
    - 岸利至 - プログラミング、シンセサイザー

  - Ikuo - ベース
  - 長谷川浩二 - ドラムス